# Plaridel (Quezon)
Plaridel é um município de  quinta classe de renda municipal (d) na província Quezon, nas Filipinas. De acordo com o censo de 1 de maio  de  2020 possui uma população de 10 129 pessoas e 2 552 domicílios.